# Serratella
Genre
Serratella est un genre d'insectes de l'ordre des éphéméroptères et de la famille des éphémérellidés.
Synonyme selon ITIS
- Ephemerella (Serratella) Edmunds, 1959

## Liste des espèces
- Serratella abai Gonzalez del Tanago & Garcia de Jalon, 1983
- Serratella albostriata Tong & Dudgeon, 2000
- Serratella bauernfeindi Marie, Dia & Thomas, 1999
- Serratella deficiens (Morgan, 1911)
- Serratella hainanensis She & Gui, 1995
- Serratella hispanica (Eaton, 1887)
- Serratella ignita (Poda, 1761)
- Serratella longforceps (Gui, Zhou & Su, 1999)
- Serratella longipennis (Zhou, Gui & Su, 1997)
- Serratella mesoleuca (Brauer, 1857)
- Serratella micheneri (Traver, 1934)
- Serratella molita (McDunnough, 1930)
- Serratella serrata (Morgan, 1911)
- Serratella setigera Bajkova, 1965
- Serratella tibialis (McDunnough, 1924)

## Liste des espèces en Europe
- Serratella albai
- Serratella hispanica
- Serratella ignita
- Serratella maculocaudata
- Serratella mesoleuca
- Serratella spinosa

## Référence
Edmunds, 1959 : Subgeneric groups within the mayfly genus Ephemerella (Ephemeroptera: Ephemerellidae). Ann. Entomol. Soc. Amer. 52 pp 543-547.